# فرودگاه محلی انید وودرینگ
فرودگاه محلی انید وودرینگ (به انگلیسی: Enid Woodring Regional Airport) یک فرودگاه همگانی ۳۴۱۱۸ با کد یاتا WDG است . این فرودگاه در کشور ایالات متحده آمریکا قرار دارد و در ارتفاع ۳۵۶ متری از سطح دریا واقع شده است.

## نگارخانه

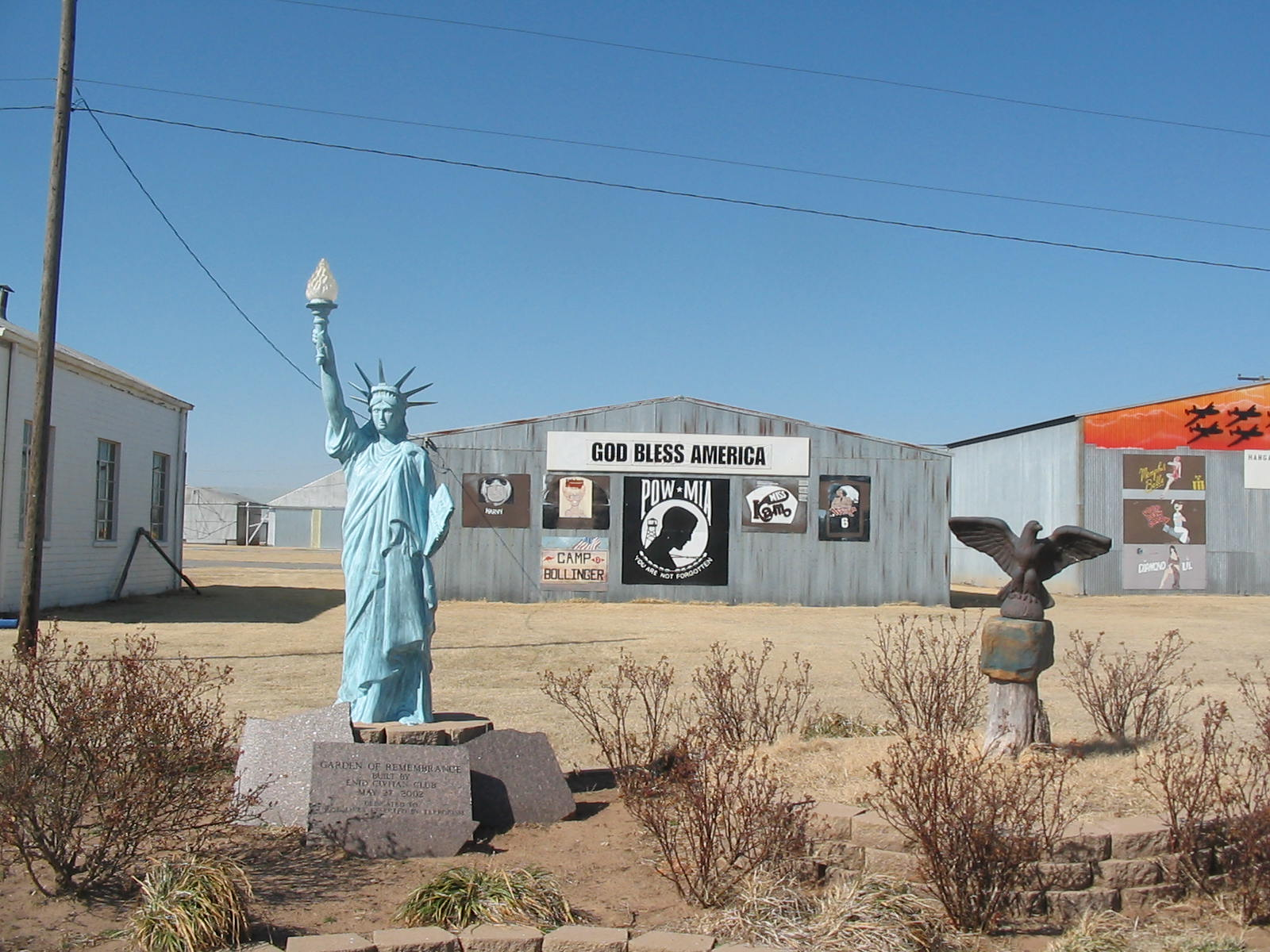
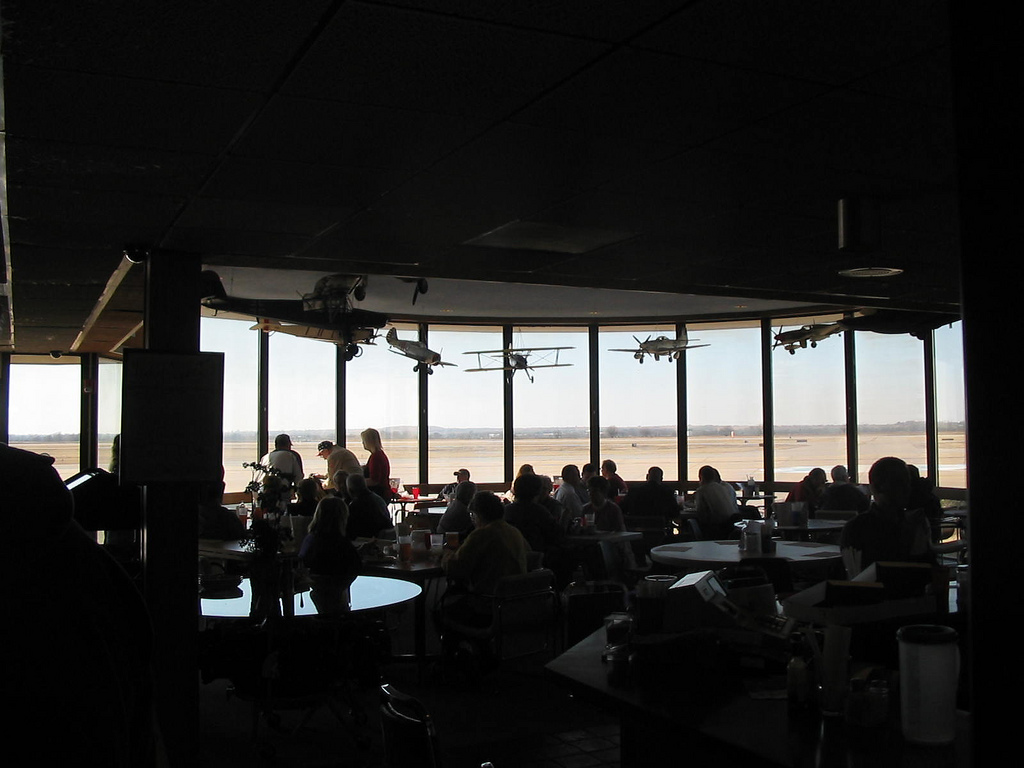